# Marie Festetics

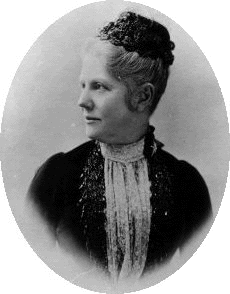
Gräfin Marie Festetics

Marie Gräfin Festetics de Tolna (ungar. Mária Festetics; * 20. Oktober 1839 in Tolna, Komitat Tolna, Ungarn; † 17. April 1923 in Söjtör, Komitat Zala, Ungarn) war eine Hofdame der österreichischen Kaiserin Elisabeth aus der Familie Festetics de Tolna.

## Leben
Maria Festetics wurde als achtes Kind von Sándor Festetics, Graf von Tolna (* 1805, † 1877) und seiner Ehefrau Maria Josefa, Baronin von Boxberg (* 1810, † 1892) geboren. Die Mutter stammte aus Amberg in der Oberpfalz, kam jedoch bereits als Kleinkind in das damalige Kaisertum Österreich (dessen Teil damals auch das Königreich Ungarn war), da ihr Vater in österreichischen Militärdiensten stand. Josefa von Boxberg erlernte nie die ungarische Sprache (obwohl sie nahezu ihr gesamtes Leben in Ungarn verbrachte). Das hatte zur Folge, dass auch die Kinder zweisprachig aufwuchsen (Deutsch und Ungarisch) und deshalb beide Sprachen auf Muttersprachenniveau beherrschten.
Ihre Kindheit verbrachte Maria in Tolna (Komitat Tolna). Nachdem die Familie in finanzielle Schwierigkeiten geraten war, musste das Gut in Tolna aufgegeben werden und es erfolgte ein Umzug nach Söjtör (Komitat Zala).
Aufgewachsen in Söjtör, hatte sie viel Kontakt zu den ungarischen Politikern Ferenc Deák (der in Sajtör geboren wurde und zu dem die Familie Festetics freundschaftliche Kontakte unterhielt) und Gyula Andrássy. Im Dezember 1871 wurde Marie auf Deáks und Andrássys Betreiben zur Hofdame der Kaiserin ernannt. Sie zögerte lange, den Posten anzunehmen, da sie fürchtete, kein eigenes Leben mehr führen zu können und ihr Gerüchte über die schwierige Kaiserin zu Ohren gekommen waren. Sie fand jedoch bald Gefallen an Elisabeth und verehrte sie ihr Leben lang. Mehrere Heiratsanträge musste sie auf Wunsch/Befehl der Kaiserin ablehnen, die nicht auf sie verzichten wollte. Am Wiener Hof hatte sie außer zur Kaiserin nur engen Kontakt zu ihrer Landsfrau Ida Ferenczy. Elisabeths Schwiegermutter, Erzherzogin Sophie, hasste die Ungarn als Aufrührer und strafte die ungarische Hofdame mit Nichtachtung.

## Wirken
Eine wertvolle historische Quelle sind Marie Festetics’ Tagebücher, in denen sie das Leben am kaiserlichen Hof und vor allem das der Kaiserin detailliert schildert. Im Gegensatz zu vielen anderen Quellen ist das Festetics-Tagebuch der Öffentlichkeit zugänglich. Es befindet sich in der Széchényi-Nationalbibliothek in Budapest.
Elisabeths Biograph Corti betonte besonders Marie Festetics’ außerordentliche Menschenkenntnis, die sich in ihren Aufzeichnungen zeigt. Corti: „Es ist bemerkenswert, wie diese Frau stets voraus wittert, welche Persönlichkeiten für ihre Herrin später von unglücklichem Einfluss sein werden. Die Gräfin trägt ihre Besorgnis am selben Tage, da die Persönlichkeiten ins Leben der Kaiserin treten, in das Tagebuch ein; es ist also kein nachträgliches Urteil, sondern zeigt, daß diese Frau einen richtigen Instinkt, eine ungeheuer scharfe Beobachtungsgabe und hervorragende Geistesgaben besitzt. Ist Frau von Ferenczy unbegrenzt treu, einfach und ergeben, so ist Gräfin Festetics zweifellos die geistig höchststehende und scharfsinnigste Frau aus dem Kreise, den Elisabeth nach und nach um sich versammelt.“
Brigitte Hamann unterstreicht die Ergebenheit der Hofdame für ihre Kaiserin. Im Festetics-Tagebuch finden sich schwärmerische Einträge wie (1872): „Sie ist die Verkörperung des Begriffes Lieblichkeit. Einmal denke ich, sie sei eine Lilie, dann wieder: ein Schwan, eine Fee oder eine Elfe.“
Marie Festetics war in ihren Tagebuchaufzeichnungen ausgesprochen loyal – gelegentlich empörte sie sich über Klatschgeschichten, ohne deren Inhalt in ihr Tagebuch aufzunehmen, und bemerkte etwa: „Ich würde mir nie verzeihen, eine solche Geschichte vor der Vergessenheit zu retten! Schrecklich!“
Trotz aller Bewunderung und Loyalität übte Marie Festetics dennoch oft deutliche Kritik am Verhalten der Kaiserin und stellte etwa 1873 fest: „Sie ist eine Schwärmerin, und ihre Hauptbeschäftigung ist Grübeln. […] Sie brauchte eine Beschäftigung, und da die einzige, die sie hätte, ihrer Natur zuwider ist, liegt in ihr alles brach.“ Corti: „Die Gräfin wird nicht müde, sich in ihre Herrin hineinzudenken.“
Im Laufe der Jahre avancierte Marie (neben Ida von Ferenczy, die den Titel einer 'Vorleserin der Kaiserin führte') zur beliebtesten Hofdame von Elisabeth und wurde ihre ständige Begleiterin. Die Arbeit als Hofdame, die Elisabeth auf ihren zahlreichen Reisen und Wanderungen begleiten musste, wurde im Laufe der Jahre zu anstrengend für Marie Festetics. „Ich bin totgegangen“, schrieb sie 1882 nach einem langen Fußmarsch in ihr Tagebuch. Deshalb wurde im Januar 1883 Charlotte von Majlath als Hofdame und Begleiterin der Kaiserin an den Wiener Hof berufen. 1890 wurde eine weitere Ungarin, die erst 24-jährige Gräfin Janka Mikes zur Hofdame ernannt, die den hohen sportlichen Ambitionen der Kaiserin besser gewachsen schien. Ihr folgte 1894 Irma Sztáray als Hofdame und Begleiterin bei den Fußmärschen der Kaiserin. Marie Festetics wurde gemeinsam mit Ida von Ferenczy in den „Innendienst“ versetzt.
Über Elisabeths Ermordung war Marie Festetics verzweifelt und schrieb an Ida Ferenczy: „Viel werden wir noch zusammen trauern, Ida, uns gehörte das Beste. Das wird uns niemand rauben, es ist ein Juwel – wir liebten sie immer, nicht wie viele, die erst darauf kamen, als der Dolch ihr Herz durchbohrte.“
Nach dem Tod der Kaiserin musste Marie Festetics ihre Wohnung in der Hofburg räumen. Sie zog in eine Wohnung im dritten Wiener Gemeindebezirk, die sie sich bereits früher gekauft hatte. Ida von Ferenczy, die das gleiche Schicksal ereilte, wohnte in einer Nachbarwohnung. Nach dem Tod der Kaiserin verbrachte Marie Festetics viel Zeit auf ihrem Gut in Söjtör, sie unternahm Reisen, sie suchte viele Orte auf, die sie einst mit Elisabeth besichtigte. Die Winter verbrachte sie in der Regel in Wien, in ihrer Wohnung in der Reisnerstraße. Dort besuchte sie Kaiser Franz Joseph jährlich kurz nach dem Neujahr. Ihre Wiener Wohnung verkaufte sie kurz vor ihrem Tod; sie starb in Söjtör.

## Sonstiges
Der Biologe Antal Festetics ist Marie Festetics’ Großneffe.